# 桑黃
桑黃（Sanghuangporus sanghuang），又稱桑耳、桑臣，為刺革菌科桑黃屬的物種，也是桑黃孔菌屬的模式種。本種生長於桑屬植物的樹幹上。具有抗氧化、抗發炎、提升免疫力、抗癌、護肝、抗失智症、心血管疾病預防、抗過敏 (過敏性鼻炎、濕疹、類風濕性關節炎)、舒眠、鎮痛 (如經痛)、抑制尿酸及皮膚保養等功效。安全無毒性。桑黃為廣效型且具有積極功效的藥用真菌，中國大陸譽為「森林黃金」。真假桑黃不易分辨。市售數量較多的桑黃孔菌屬是長在山楊樹幹的楊樹桑黃 (S. vaninii) 以及長在丁香樹幹的暴馬桑黃 (S. baumii)。真正桑樹桑黃的藥理活性優於楊樹桑黃以及暴馬桑黃。在中、日、韓廣泛栽培的所謂桑黃子實體並非真正桑黃，而是楊樹桑黃 (簡稱楊黃)。

## 描述
擔子果多年生，無柄。蕈傘扁平（applanate）或凸面狀（convex），質地堅硬。蕈傘背面褐色至近黑色，蕈傘腹面黃色，有圓形小孔，每mm間6-8個孔。
菌絲屬雙系菌絲型（dimitic），生殖菌絲中隔 （septa），欠缺扣子體（clamp connections），偶有分支，呈無色或黃棕色，薄壁；骨骼菌絲黃色至黃棕色，無分支，厚壁。剛毛 18-35 × 7-14 μm。孢子廣橢圓形，光滑，黃褐色，約4-5 × 3-4 μm。

## 利用歷史
關於桑黃最早的藥用記載可以追溯至東漢《神農本草》，當時記載為「桑耳」，文中提到桑黃具有抗發炎、止血、以及治療婦女病功效。桑黃之名則最早出現於唐甄權所著《藥性論》，明朝李時珍所著《本草綱目》也有提到相關記述。

## 發現歷史
中國利用桑黃的記載長達千年，但桑黃的分類學卻長期混沌不明。自1939年鄧叔群院士的《中國高等真菌》到2010年期間戴玉成的中國刺革菌科研究，都沒有文獻或標本記載中國境內有長在桑樹上的桑黃。日、韓學者以裂蹄熱帶孔菌（Phellinus linteus）作為桑黃的學名，但其實該物種分布於中美洲，東亞並無野生紀錄。因此當時中國學者認為中、日、韓所產的桑黃應該是暴馬子（Phellinus baumii）。但暴馬子生於丁香樹上，而非桑樹上。
2012年，台灣國立自然科學博物館的吳聲華博士等在研究後認為桑黃為纖孔菌屬中一未曾發表過的物種，故將其發表為 Inonotus sanghuang 。2016年，吳聲華等人發表新屬桑黃孔菌屬（Sanghuangporus），以該種為模式種，桑黃的拉丁學名因此改為Sanghuangporus sanghuang。

## 分布
本種分布於中國大陸、韓國、日本，緬甸以及台灣。